# Krokodillerne
Krokodillerne er en dansk actionkomedie.
Den er produceret i 2005, premiere i 2009, af instruktør-debutanten Dennis Bahnson. I titelrollerne ses Claus Lund, Thomas Biehl, Mads Koudal og Thomas L. Corneliussen. Filmens manuskript er skrevet af Dennis Bahnson og Claus Lund med idé af Thomas Greve og Thomas Biehl. Den er blevet produceret uden nogen form for filmstøtte på et budget af 40.000 kr, hvilket er et lille budget for en spillefilm og er dermed den billigste spillefilm fra Danmark. Filmen er blevet til i tæt samarbejde med de nyuddannede skuespillere Thomas Biehl og Claus Lund fra den russiske statsteaterskole GITIS.

## Handling
Fire tabere Jesper (Claus Lund), Arne (Thomas Biehl), Gert (Mads Koudal) og Frans (Thomas L. Corneliussen) hustler sig igennem den småkriminelle underverden i Randers. Som skalkeskjul påstår de at arbejde i Randers Regnskov, der huser alverdens tropiske dyr. En dag går et lyssky job helt galt for firkløveret og snart er hele byens lovbrydere i hælene på dem.

## Produktion
Filmen er produceret i 2005 af produktionsselskabet Suicide Films og var selskabets første spillefilm. Hele filmen er filmet "on location" i Randers og er den første spillefilm indspillet i byen. Optagelserne til filmen blev indspillet på 21 dage og i gennemsnit blev der optaget 17 timer hver dag.

## Biograf og Dvd
Filmen havde gallapremiere den 4. september 2009 i Nordisk Film Biografen BioCity Randers og blev dermed den første film, som havde premiere i denne biograf. Den almindelige premiere fandt sted den 12. september i byerne; Aalborg, Århus, Kolding og Odense, samt København dagen efter.
Allerede den 28. september 2009 udkom filmen på dvd.

### Anmeldelser
Filmen er bl.a. blevet anmeldt af Thomas fra Nichefilm.dk, Ruth Blichfeldt fra FilmnytDVD, Kim Toft Hansen fra Kulturkapellet, Ebbe Iversen fra Berlingske Tidende og Henrik Andersen  fra On-z.dk.

## Medvirkende

### Firkløveret
- Claus Lund – Jesper
- Mads Koudal – Gert
- Thomas Biehl – Arne
- Thomas Corneliussen – Frans

### Biroller
- Ole Ernst – Gerts far
- Anni Bjørn – Gerts mor
- Allan Olsen – Vagt#1
- Erik Holmey – Vagt#2
- Peter Aude – Jespers far
- Melany Denise – Ina
- Sami Darr – Türco
- Tenja Hansen – Betina
- Kasper Helstrup – Bums på bænk
- Torbjørn B. Jensen – Håndlanger
- June Kristiansen – Arne's date
- Tatjanna Østergaard – Bilsælger
- Gert H. Rasmussen – Inas far
- Mette Rønne – TV-journalist
- Mikhail Belinson – Tyrker, der er Pirattaxi-chauffør
- Erkan Ari – Tyrker
- Irfan Ahmed – Tyrker
- Peter Dahl Andersen – Falckredder
- Thomas Greve – Falckredder
- Poul Thomsen – Dyrepasser i Randers Regnskov og senere kunde i Brugsen
- Peter Bay Jensen – Truckdriver
- Kim Sønderholm – Alfred (som Kim Sønderholm)
- Brian Hansen -- "Bølle Brian"
- Gerhart Toft Andersen -- "Håndlanger"

## Musikken
Musikken er komponeret af Søren Knudsen med undtagelse af sangen "Kærligheds Gnister", som er skrevet og udført af duoen Elo og Leo.

## Eksterne Henvisninger
- Krokodillerne på Internet Movie Database (engelsk)
- Krokodillerne på Filmdatabasen
- Krokodillerne på danskefilm.dk
- Krokodillerne på danskfilmogtv.dk
- Krokodillerne på Scope
- Krokodillerne på The Movie Database (engelsk)